# Agricultores Federados Argentinos
Su estructura consta de 26 Centros Primarios coordinados por la Administración Central, situada en la ciudad de Rosario (Argentina). De esta forma, la cooperativa está presente en alrededor de 100 localidades de las provincias de Santa Fe, Buenos Aires, Córdoba, Entre Ríos, Salta y Tucumán
La sociedad es el principal originador de granos de Argentina, con un acopio cercano a las 3.400.000 toneladas. Para el almacenaje de esta cantidad, la cooperativa cuenta con más de 100 plantas de acopio propias, las cuales le dan una capacidad de 2.600.000 toneladas.

## Historia
Luego de la gesta del “Grito de Alcorta”, en agosto de 1912, nace la Federación Agraria Argentina. Esta entidad gremial, en su ejemplar lucha por las reivindicaciones de los auténticos agrarios, vio multiplicar sus secciones (hoy llamadas filiales) en numerosas localidades y colonias del país que, además de desplegar su actividad gremial, brindaban algunos servicios como distribución de semillas, bolsas y otros insumos de manera idéntica al accionar de una cooperativa.
A comienzos de la década de 1930, la Federación Agraria Argentina sufría los efectos de un contexto sumamente negativo: Por un lado, una grave crisis política producto del quebrantamiento del orden democrático y las repercusiones sociales y económicas derivadas de la primera crisis financiera mundial en el año 1929; por otro lado, en el plano estrictamente institucional, el embate de los sectores que representaban intereses contrarios.
Ante tal situación, el 3 de noviembre de 1932, con el objetivo de mantener la prestación de servicios en el aspecto cooperativo, veintiocho chacareros provenientes de veintiséis secciones ubicadas en tres provincias (Santa Fe, Buenos Aires y Córdoba) y bajo la iniciativa de la Federación Agraria Argentina, fundaron Agricultores Federados Argentinos.
Debe destacarse la Visión de los fundadores y primeros continuadores en cuanto a la concepción de la Cooperativa como prolongación de la chacra y como instrumento de dignificación de la familia agraria.

La consolidación administrativa
Desde la fundación hasta el año 1950, la estructura administrativa de A.F.A. era bastante diferente a la actual y su área de influencia abarcaba gran parte de las provincias de Santa Fe, Córdoba y Buenos Aires, además de una porción considerable de la provincia de Entre Ríos.
A partir de 1950, comienza una etapa de consolidación institucional con la creación de los Centros Cooperativos Primarios con Sub-Consejos (hoy denominados Consejos Asesores Locales) y personal permanente, brindándole a AFA el inicio de su actual configuración.
En el plano interno de AFA resultó fundamental la puesta en vigencia del Reglamento Estructural Económico, durante la segunda mitad de la década del ‘50. Este reglamento sienta las bases de la solidaridad en la práctica entre los distintos Centros Cooperativos Primarios: Cuando uno de ellos tiene dificultades (ya sean económicas, financieras, institucionales, etc.) los demás Centros, solidariamente, aportan concretamente a la solución. En el aspecto financiero, el que es ayudado, cuando se restablece, devuelve lo que le ha sido prestado. Realmente: Uno para Todos y Todos para Uno.

Primera exportación: un logro mayúsculo
Un hito de gran relevancia para la cooperativa fue la primera exportación de cereal en el año 1960. En la Memoria del Ejercicio 1958-59 se explica que “…se han encaminado las gestiones tendientes a la organización de operaciones de exportación de granos en forma directa. A manera de ensayo preliminar se han realizado varias de ellas con resultados satisfactorios…”.
En el ejercicio siguiente (1959-60) se continuaron las gestiones a los efectos de dejar organizada la Sección Exportación. Luego de los estudios necesarios, se instalaron las oficinas correspondientes en un local propio de la Cooperativa que se adquirió especialmente para ese fin en calle Lavalle 652, piso 9°, de la Capital Federal.

## Centros Primarios
Los Centros Primarios de la A.F.A. se encuentran en las siguientes localidades:
- Arrecifes, Buenos Aires.
- Arteaga, Santa Fe.
- Bigand, Santa Fe.
- Bombal, Santa Fe.
- Cañada de Gómez, Santa Fe.
- Cañada Rosquin, Santa Fe.
- Casilda, Santa Fe.
- Chovet, Santa Fe.
- Firmat, Santa Fe.
- Humboldt, Santa Fe.
- Juan B. Molina, Santa Fe.
- Las Rosas, Santa Fe.
- Los Cardos, Santa Fe.
- Maciel, Santa Fe.
- Maggiolo, Santa Fe.
- Marcos Juárez, Córdoba.
- María Juana, Santa Fe.
- Montes de Oca, Santa Fe.
- Pergamino, Buenos Aires.
- Rojas, Buenos Aires.
- Salto Grande, Santa Fe.
- San Martín de las Escobas, Santa Fe.
- Serodino, Santa Fe.
- Tortugas, Santa Fe.
- Totoras, Santa Fe.
- Villa Eloísa, Santa Fe.

## Consejo de Administración

### Período 2016-2017
Presidente: Sr. Raúl Mariani
Vicepresidente: Sr. José Rosselli
Secretario: Sr. Sergio Cucco
Prosecretario: Sr. Carlos Paglietta
Tesorero: Sr. Alejandro Olearo
Protesorero: Sr. Horacio Longoni
Vocales Titulares:
Sr. Óscar Muñoz 
Sr. Darío Borri 
Sr. Raúl Camertoni 
Sr. Eduardo Colmegna 
Sr. Óscar Álvarez 
Sr. Jorge Valletto 
Vocales suplentes:
Sr. Guillermo Alloa 
Sr. Jesús Sgaggero 
Sr. Alberto Cora 
Sr. Leandro Antinori 
Sr. Fernando Tomasini 
Sr. Néstor Luciani 
GERENCIAS DE ADMINISTRACIÓN CENTRAL
Gerente General: Gonzalo Del Piano
Gerente Institucional: Gualberto Di Camillo
Gerente Financiero: Marcelo Yema
Gerente Administrativo: Martín Lorenzatti
Gerente de Coordinación: Héctor Ulla
Gerente Comercial: Edgardo Miranda
Gerente de Exportación: Alejandro Terre
Gerente de Agroinsumos: José Luis Nardi
Gerente de Hacienda: 
Gerente de Asesoría Letrada: Rolando Rinesi
Gerente de Compras y Servicios: Alfredo Capitanelli
Gerente de Auditoría Interna: Eduardo Morri
Gerente de Contaduría General: Germán Antonelli
Gerente de Ingeniería de Requerimientos: Iván Borsini
Gerente de Planificación: Lucas Larraquy
Gerente de Tesorería: Daniel Scollo
Gerente de Impuestos: Jorgelina Kekedjian
Gerente de Recursos Humanos: Daniel Ramos
Gerente de Marketing y Difusión: Fabián Ré
Gerente de Delegación Santa Fe: Jorge Gavazzi
GERENCIAS DE CENTROS COOPERATIVOS PRIMARIOS
Gerente CCP Arrecifes: José Luis Muñoz
Gerente CCP Arteaga: Marcelo Glardón
Gerente CCP Bigand: Ariel Coronati
Gerente CCP Bombal: Santiago Ramello
Gerente CCP Cañada de Gómez: Omar Rosso
Gerente CCP Cañada Rosquín: Víctor Neder
Gerente CCP Casilda: Carlos Pirchio
Gerente CCP Chovet: Cristian Turrini
Gerente CCP Firmat: Carlos Moyano
Gerente CCP Humboldt: Guillermo Moretti
Gerente CCP JB Molina: Pablo Dal Lago
Gerente CCP Las Rosas: Gabriel Dietta
Gerente CCP Los Cardos: Carlos Zarich
Gerente CCP Maciel: Miguel Stangaferro
Gerente CCP Maggiolo: Fabián Quintana
Gerente CCP Marcos Juárez: Sergio Della Ceca
Gerente CCP María Juana: Carlos Barei
Gerente CCP Montes de Oca: Gabriel Gauchat
Gerente CCP Pergamino: Roberto Zlatar
Gerente CCP Rojas: Gisela Farré
Gerente CCP Salto Grande: Gastón Carnevali
Gerente CCP SM de las Escobas: Jorge Ferrero
Gerente CCP Serodino: Alejandro Coniglio
Gerente CCP Tortugas: Claudio Pereyra
Gerente CCP Totoras: Gustavo Adorante
Gerente CCP Villa Eloísa: Miguel Gerbaudo
GERENTES DE UNIDADES DE NEGOCIOS
Aceitera Los Cardos: José Zapico
Envasadora de Aceite: José María Castro
Metalurgia Las Rosas: Luis Re
Frigorífico Barrancas Coloradas SA: Ricardo D`Andrea
Productos Alternativos: Eduardo Cortina
Planta Formuladora: Hugo Giudici 
Gerente Dpto. Carnes: Rubén Colussi